# Јефремов
Јефремов (рус. Ефремов) град је у Русији у Тулској области. Према попису становништва из 2010. у граду је живело 42350 становника.

## Становништво
| 1939.  | 1959.  | 1970.  | 1979.  | 1989.  | 2002.  | 2010.  |
| ------ | ------ | ------ | ------ | ------ | ------ | ------ |
| 26.708 | 28.672 | 48.156 | 52.967 | 56.740 | 47.256 | 42.350 |